# Lee Chaolan
Lee Chaolan (del Chino: 李 超狼, del Pinyin: Lǐ Chāoláng, del Japonés: リー・チャオラン Rī Chaoran) es un personaje chino-japonés de la serie de videojuegos de lucha Tekken.

## Historia
Lee Chaolan fue un huérfano nacido en China. Criado en las calles, Lee se convirtió en un gran peleador, además de muy inteligente, siendo eso lo que llamó la atención del jefe del conglomerado Mishima Zaibatsu, Heihachi Mishima. Pese a que no sentía ningún tipo de afecto por el joven, Heihachi adoptó al muchacho esperando que sirviera como incentivo para su hijo Kazuya el tener un posible rival. Lee desarrolló una gran rivalidad con Kazuya, al que veía como el centro de la atención de su padre adoptivo, esforzándose siempre por ser considerado alguien digno para él.
Siendo joven, Lee fue enviado a los Estados Unidos para estudiar y encargarse de las operaciones de la Mishima Zaibatsu en ese país. Lee también practicó artes marciales, estudiando junto a otros personajes de la saga como Paul Phoenix o Marshall Law, motivo por el cual comparte movimientos con estos personajes.

### Tekken
Al convocarse el Primer Torneo del Rey del Puño de Hierro, Lee decidió inscribirse al enterarse de que su hermanastro Kazuya también participaría. Lee intentó proteger a su padre adoptivo, pero fracasó, pues Kazuya ganó el torneo y se deshizo de Heihachi, convirtiéndose en el líder de la Mishima Zaibatsu.

### Tekken 2
Cuando Kazuya se hizo cargo de la Mishima Zaibatsu, Lee se puso a su servicio, ejerciendo como su secretario y mano derecha. Lee era testigo de las acciones malvadas de Kazuya, pero nunca tuvo el valor suficiente como para hacerle frente. Cierto día, se puso bajo la tutela de Wang Jinrei, un anciano maestro chino de artes marciales, quien le instó a rebelarse contra Kazuya para salvar el honor de la Mishima Zaibatsu y el legado de su padrastro.
Al enterarse de que Heihachi seguía vivo, Kazuya decide convocar el II Torneo del Rey del Puño de Hierro. Lee se inscribe para ayudar a Kazuya a derrotar a su padrastro; sin embargo, él es el que es derrotado por Heihachi.
Heihachi derrotaría a Kazuya y lo arrojaría a un volcán. Conociendo la furia de su padrastro, Lee decidió escapar de sus garras y abandonó la Mishima Zaibatsu con destino desconocido.

### Tekken 4
Veinte años después de que abandonara la Mishima Zaibatsu, la venganza consumía el alma de Lee, rumiando la mejor manera de acabar con Heihachi. Sin embargo, terminó dándose cuenta de que era absurdo planear eliminar a un anciano como Heihachi al que no restaban muchos años de vida. Decidió distanciarse de la lucha, asentándose en una mansión en las Bahamas.
Cierto día, una empresa de la que Lee poseía acciones llamada Corporación G sufrió un ataque a manos de las fuerzas de asalto de la Mishima Zaibatsu. Lee presintió que Heihachi buscaba algo de la Corporación, pero desconocía qué podría ser. Por otro lado, su empresa Violet Systems estaba desarrollando un nuevo modelo de robot de combate llamado Combot, pero aún no sabían cuán fiable podría ser. 
Al convocarse el IV Torneo del Rey del Puño de Hierro, la pasión de Lee por la lucha volvió a reaparecer, decidiendo inscribirse bajo el nombre de « Violet», para que Heihachi no detectara su verdadera identidad. Al mismo tiempo, el robot Combot también fue inscrito para comprobar su capacidad de combate.

### Tekken 5/Tekken 5: Dark Resurrection
En el pasado torneo, Lee tuvo que hacer frente a un rival inesperado: su hermanastro Kazuya, al que se le había dado por muerto. Ofuscado por su presencia, Lee perdió el combate.
Al enterarse de la muerte de Heihachi, Lee planeó hacerse con el control de la Mishima Zaibatsu, pero llegó demasiado tarde y alguien ya se le había adelantado, creyendo que se trataba de su sempiterno némesis: Kazuya. Poco después, se convocaba el V Torneo del Rey del Puño de Hierro y Lee se preparó para tomarse su venganza sobre Kazuya.

### Tekken 6/Tekken 6: Bloodline Rebellion
Lee había entrado en el anterior torneo pensando que Kazuya se había hecho con el control de la Mishima Zaibatsu y para cobrarse venganza sobre él, pero al saber que era Jinpachi Mishima y no Kazuya quien organizaba el torneo, perdió el interés y renunció, regresando a las Bahamas.
El mundo se hallaba sumido en las guerras provocadas por la Mishima Zaibatsu, ahora bajo el control de Jin Kazama. La Corporación G, empresa en la que Lee había hecho grandes inversiones y de la que poseía una gran participación, se opuso como principal fuerza ante la Mishima Zaibatsu. Pronto Lee descubrió que Kazuya se había hecho con el mando de la Corporación G tras deshacerse de sus principales ejecutivos. Al oír que Kazuya participaría en el próximo VI Torneo del Rey del Puño de Hierro, Lee decidió hacerlo también para averiguar más sobre lo que se ocultaba tras el torneo.
En el modo historia, Lee dirige su empresa Violet Systems, donde colabora con Lars Alexandersson y Alisa Bosconovitch en su guerra contra la Mishima Zaibatsu y la Corporación G. Lee recopila información sobre ambas y se la proporciona. Tiempo después, Lars le lleva el cuerpo inerte de Alisa suplicándole que la repare, a lo cual Lee se compromete.

### Tekken 7
El hijo adoptivo de Heihachi Mishima había permanecido dos décadas alejado de la lucha en su mansión de las Bahamas, hasta que el asalto de la Mishima Zaibatsu sobre la Corporación G marcó su retorno en búsqueda de venganza sobre su padrastro y sobre Kazuya Mishima.
Lee Chaolan tiene una larga historia de sufrimiento con el clan Mishima. Después de ser expulsado de la Mishima Zaibatsu por traicionar a su padrastro en los sucesos de Tekken 2, Lee fundó Violet Systems, una exitosa empresa de tecnología especializada en el desarrollo de robótica humanoide.
Cuando se producen los sucesos de Tekken 7, Lee observaba cómo el mundo se sumía en el caos provocado por las guerras entre la Mishima Zaibatsu de Jin Kazama y la Corporación G de Kazuya Mishima. Lee poseía sus propios planes, más cuando Heihachi Mishima reaparece para tomar el control de la Mishima Zaibatsu tras la desaparición de Jin Kazama; Lee detestaba a ambos contendientes, de manera que decidió no tomar partido. En su defecto, decidió colaborar con las fuerzas rebeldes de Lars Alexandersson, reparando a Alisa Bosconovitch y después encargándose de vigilar el cuerpo inerte de Jin, ahora rescatado por Lars. La propia Violet Systems se ve asaltada por tropas de la Mishima Zaibatsu lideradas por Nina Williams, quienes querían hacerse con el cuerpo de Jin. Lee consigue escapar en helicóptero con este mientras Lars, Alisa y las fuerzas rebeldes se encargaban de retener a Nina y sus hombres.
Al acabar la historia de la entrega, Lee se halla junto con Lars y Alisa, siendo testigo de cómo un recuperado Jin Kazama promete acabar con Kazuya y poner fin a las guerras que han desatado.

## Violet
Violet es un personaje ficticio de Tekken 4 y aparecerá posteriormente en Tekken Tag Tournament 2, esta vez separado de Lee con un estilo de Jeet Kune Do más cómico sin perder los movimientos de Lee.
Es accionista y presidente de una fábrica de humanoides. Al parecer, luchador en su pasado, lleva una vida apartada en una mansión en las Bahamas. Deseoso de probar su valía, aburrido de ser empresario, decide inscribirse a The King of Iron Fist Tournament 4 (rey del torneo 4 del puño del hierro).
Pero el cambio de la tecnología en el mundo favoreció la biotecnología. La Mishima Zaibatsu y Heihachi Mishima eran parte de este movimiento, buscadores de la energía insondable con la ingeniería genética.
Este personaje es en realidad Lee Chaolan disfrazado con el cabello teñido de violeta y con una camisa aristócrata con flequillos en las muñecas y unas gafas de aviador con reflejo violeta y unos guantes negros con los dedos desnudos y pantalones iguales a los de Lee con zapatos con punta de fierro plateada este modelo se recuperó para Tekken Tag Tournament 2 cuando Violet se convirtió en un personaje DLC en este juego y también volvió como traje alternativo de Lee en Tekken 7.